# Masakra w Bath
Masakra w Bath – seria ataków w Bath Consolidated School przeprowadzona 18 maja 1927 roku.

## Masakra
18 maja 1927 roku Andrew Kehoe, farmer i skarbnik rady szkolnej, w piwnicach obu skrzydeł budynku założył ładunek dynamitu i zainstalował przewody. Nie zwrócił niczyjej uwagi, ponieważ wcześniej wykonywał prace elektryczne na rzecz szkoły. Większość uczniów była w środku, kończąc egzaminy. Dwie minuty po tym jak Kehoe odjechał na północ od szkoły doszło do eksplozji dynamitu. W zamachu zginęło 45 osób w tym 38 dzieci, a 58 osób zostało rannych. Gdy ratownicy zaczęli gromadzić się w szkole, Kehoe podjechał na szkolne podwórko, zatrzymał się i strzelił w stronę swojego samochodu detonując bombę, zabijając siebie i raniąc kilka innych osób. Wcześniej na swej farmie zabił żonę i spalił zabudowania. Domniemanym motywem jego czynów był protest przeciwko nowym podatkom. Część ładunku o masie ok. 250 kg, umieszczona w piwnicy szkoły, nie eksplodowała na skutek wadliwego podłączenia przewodów.